# Burleszk
A burleszk vagy burlesque az olasz burla („tréfa, móka”) szóból származó többjelentésű fogalom, de ma leginkább olyan bohózatfajtát jelöl, amely képtelen helyzetekre, torzításokra, kiélezett helyzetkomikumokra épít. A hősök esetlenek, irreálisan viselkednek és ebből bonyodalmak adódnak. A burleszkelemek végigkísérik az európai irodalmat, de csak a 19. század második felében terjedt el műfaji értelemben. A filmművészet – főként a némafilm korszakában – egyik leghatásosabb kifejezési formáját találta meg a filmburleszkben (Chaplin, Buster Keaton, Marx fivérek).

## A szó eredete
A 'gúnyolódás, tréfa; bohózat' jelentésű olasz burlesco szó a magyar nyelvben a 18. század vége óta ismert, legkorábbi előfordulását Kazinczy Ferenc levelezésében találni. Kazinczy 1788-89 körül a Magyar Museum lapjain is használta, még burlesque alakban, a Barczafalvi Szabó Dávid Szigvart klastromi története című művéről (Johann Martin Miller Siegwart, eine Klostergeschichte című regényének magyarításáról) írott recenziójában.